# パトリシア・ベルチャー
パトリシア・ベルチャー（Patricia Belcher、1954年 - ）は、アメリカ合衆国の女優。

## 出演作品
- BONES（キャロリン・ジュリアン）
- 今そこにある危機#キャスト　1994年　（空港の税関の人）
- バッドガイ 反抗期の中年男
- 恋するインターン
- コミ・カレ!!
- ザ・ミドル 中流家族のフツーの幸せ
- フィラデルフィアは今日も晴れ
- ユナイテッド・ステイツ・オブ・タラ
- (500)日のサマー（ミリー）
- コールドケース
- ラスベガス
- ボストン・リーガル
- ナンバー23
- ママと恋に落ちるまで
- 女検察官アナベス・チェイス
- WITHOUT A TRACE/FBI 失踪者を追え!
- ザ・プラクティス ボストン弁護士ファイル
- ジーパーズ・クリーパーズ
- ソウル・メイト
- モリー
- マーダー・ワン
- NYPDブルー
- グッドラックチャーリー（エステル・ダブニー）